# 那年那兔那些事兒
《那年那兔那些事兒》是一部2011年6月开始在“超级大本营”论坛“军事畅谈”版块上连载的網絡漫畫，其前期素材部分来源于“野风之狼”写作的长贴《小白兔的光荣往事》。作者为中国大陆网友“逆光飞行”又称麻蛇（本名林超）。
漫画分上下两部，上部以最初发表于超级大本营军事论坛的一篇名为《小白兔的光荣往事》的文章为参考，将相关国家或地区以动物的形象展现，并描绘了中华人民共和国在冷战期间（第二次国共内战至九二南巡）的发展（特别是军事发展）及内政及外交歷史；下部则不再参考时间顺序，背景為从苏联解体冷战结束后至今。是持中華人民共和國政府立场的二次元作品。

## 角色
| 形象                                                                    | 角色名                                                                                 | 来源 | 动画版配音  |
| ----------------------------------------------------------------------- | -------------------------------------------------------------------------------------- | --- | ----------- |
| 国家/地区形象                                                           |                                                                                        | |             |
| 中华人民共和国 · （或 中国共产党、中国大陆）                            | 兔子（小白兔）                                                                         | 来自谐音“同志”，同时也代表作品中的中华人民共和国在国际社会致力于维护世界和平与地区繁荣稳定，就像兔子一样人畜无害，性格溫順，但是急了也會咬人的性格。有时，作者会用“我兔”一词借指中華人民共和國及中国共产党，有时也会以“外焦兔”（谐音外交）形象出场，表示在“不开第一枪”政策等的背后，中国也是有底线的。形象来源可能是同志们的谐音。 | 小连杀      |
| 中華民國 · （或北洋政府、中華帝國、 中國國民黨、臺灣）                  | 秃子                                                                                   | 當時擔任中華民國總統及中国国民党总裁的蔣中正的光頭髮型，且和中華人民共和國的代表形象“兔子”為諧音，以象征两岸同文同种。“秃子”形象来自于蒋介石晚年的疑似秃头（其实不是秃头却有“蒋光头”之昵称）。 | 笑谈        |
| 苏联                                                                    | 毛熊                                                                                   | 棕熊多見於屬蘇聯領土內的西伯利亞冰原，恰巧和蘇聯主體民族俄羅斯族普遍強壯威猛的身材相似。身上有苏联国旗上的镰刀锤子图标，但是后期标逐渐变为漢字的“父”字，表示毛熊逐渐开始以英特納雄奈爾家族（共產主義陣營）的父親自居。有时也指苏联共产党。动画中操东北口音。另有方块头毛熊：赫鲁晓夫。                                             | 郝祥海      |
| 俄羅斯                                                                  | 大毛（头上长一根头发的熊）                                                             | 毛熊倒下（苏联解体）后形成的十数个小国均以熊代指，以表明他们与苏联的继承关系。俄罗斯身为苏联遗产的最大继承人，头上留有一根呆毛，身上也有漢字的“大”字。另，后期这个大字逐渐演化为一颗星，以体现俄罗斯在“普京政府”领导下正在逐步恢复。                                                                                               | 郝祥海      |
| 乌克兰                                                                  | 二毛（头上长两根头发的熊）                                                             | 烏克蘭和俄羅斯同为苏联解体后成型的国家，和俄羅斯人一樣同屬斯拉夫民族，因其为苏联解体后形成的第二大国，被称为苏联的次子。因此身上写有数字2，头上长两根呆毛。 | 瞳音        |
| 白俄羅斯                                                                | 三毛（头上长三根头发的熊）                                                             | 其为苏联解体后，独立的白俄罗斯形象。因其是苏联的第三继承人，所以身上写有数字“三”，头顶上有三根呆毛。 |             |
| 美国                                                                    | 白頭海鵰                                                                               | 白頭海鵰，美国国鸟，出现于美国国徽等处，在作品中为美国普遍自称，被其他國家稱為「鷹醬」。 | 叮当        |
| 法國                                                                    | 公雞（高盧雞）                                                                         | 法国国鸟为高卢雄鸡，自文艺复兴时期开始即正式成为法国的象征。作品中因出场次数较少而对麻蛇（漫画作者）不满。 | 藤新        |
| 英国                                                                    | 牛牛（約翰牛）                                                                         | 约翰牛来源于1727年由苏格兰作家约翰·阿布斯诺特所出版讽刺小说《约翰牛的生平》，后逐渐成为英国人的自嘲形象。 | 山新        |
| 德国                                                                    | 老虎／猫（漢斯虎／汉斯猫）                                                             | 老虎是德国在中国网民中的代名词，其来源可追溯到二战时期德国著名的虎式坦克二战之前是老虎，二战之后变猫咪。 （注：二战后德国被一度分裂为东德与西德，分属华约和北约，故老虎角色也出现两种）因为德国人大多以汉斯为姓氏被称为汉斯猫 | 瞳音        |
| 日本                                                                    | 一只短腿的禽类，自称为鹤，被其他国家称为脚盆鸡，称呼兔子为“赤兔”。                     | 日本国鸟为綠雉，是一种类似野鸡的鸟类。短腿暗示著二戰前身高偏矮的日本主體民族大和族，而日本古代则喜欢鹤，常以鹤自居。“腳盆”來源與英文對日本的称呼“Japan”的諧音；“雞”則來源於日本語中“人”的諧音 | 山新        |
| 巴基斯坦                                                                | 捻角山羊；由於中巴關係友好，巴基斯坦民眾於中國內地被稱為「巴鐵」，所以昵称便為“巴巴羊” | 捻角山羊为巴基斯坦的国家代表动物。 | 幽舞越山    |
| 印度                                                                    | 白象                                                                                   | 印度是象的主要生活地區之一，而白象在印度代表着吉祥。 | 藤新        |
| 朝鮮民主主義人民共和國（）                                              | 红星军帽棒子（北棒）                                                                   | 紅星軍帽代表冷戰中的共產主義陣營，“棒子”来源于中國民間對朝鲜族人的蔑稱“高麗棒子”，并且形狀類似於筷子，筷子本是一双两只，也代表了韓國和朝鮮本是一家。动画中操大连口音。 | 藤新        |
| 大韓民國（）                                                            | 美式钢盔棒子（南棒）                                                                   | 美式鋼盔代表冷戰中的資本主義陣營，“棒子”来源于中國民間對朝鲜族人的蔑稱“高麗棒子”，并且形狀類似於筷子，筷子本是一双两只，也代表了本是一家。 | 藤新        |
|                                                                         | 袋鼠                                                                                   | 袋鼠是澳大利亚的象征，出现在其国徽上。 |             |
| 中東阿拉伯諸國                                                          | 骆驼                                                                                   | 駱駝是阿拉伯地区的代表。 |             |
| 巴列维王朝（巴列维王朝）                                                | 王冠骆驼                                                                               | 巴列维王朝时期的伊朗与邻近的阿拉伯国家并无不同，故此同样用骆驼代表。王冠代表君主制。 | 李兰陵      |
| 伊朗（霍梅尼执政后）                                                    | 狮子（波斯狮）                                                                         | 古代波斯帝国的象征为獅子。霍梅尼宗教革命后的伊朗与阿拉伯国家区别巨大，故此用狮子单独表示 | 刘明月      |
| 伊拉克（薩達姆·海珊政权）                                               | 胡子贝雷帽骆驼（漫画中名叫“傻大木”）                                                   | 鬍子与贝雷帽來源於伊拉克前总统薩達姆·海珊的大鬍子，“傻大木”是“薩達姆”的普通话諧音。 | 瞳音        |
| 沙烏地阿拉伯                                                            | 包头巾骆驼（漫画中名叫“沙隆巴斯”）、狗大户                                             | 頭巾來源於阿拉伯頭巾，身上诸多宝石表示其极其富有。其名称“沙隆巴斯”来自于知名游戏大富翁。 | 刘明月      |
| 阿富汗                                                                  | 头巾胡子骆驼                                                                           | 头巾胡子取自在阿富汗建立基地组织的本拉登。 |             |
| [[File:\|22x20px\|border \|alt=\|link=\|class=notpageimage]] 東南亞諸國 | 猴子                                                                                   | 东南亚地区雨林遍布，盛产猴子。猴子在佛教中号称灵猴，在笃信佛教的东南亚也被视为祥瑞。 |             |
| 越南民主共和国（北越，以及其后统一的越南）                              | 红星猴子                                                                               | 额头上的紅星代表冷戰中的共產主義陣營。 |             |
| 越南共和国（南越）                                                      | 三条杠猴子                                                                             | 额头上的三条横杠来源于南越国旗上的三条红色横杠。 |             |
| 印度尼西亞                                                              | 白帽猴子                                                                               | 印尼是伊斯兰教國家，故此带小白帽。 |             |
| 非洲諸國                                                                | 河马                                                                                   | 河马是非洲大草原的代表动物之一，因为大象已被用于代表印度，故此用河马代指非洲。 |             |
| 坦桑尼亚                                                                | “坦”字河马                                                                             | 坦代表中國對坦桑尼亞的官方譯名中的“坦”字。 | 李璐        |
| 大阿拉伯利比亚人民社会主义民众国（卡扎菲政权）                          | “卡”字河马                                                                             | “卡”代表利比亚前领袖Gaddafi（大陸譯：卡扎菲，台譯：格達費，香港新加坡譯：達菲）。 | 邢凯新      |
|                                                                         | “厄”字河马                                                                             | 厄代表中國對厄立特里亚的官方譯名中的“厄”字。 |             |
| 乌干达（伊迪·阿敏政权）                                                 | 疯鴨大叔（一只带着鸭子面具长相怪异的河马）                                             | 实际上“疯鸭上校”在中国网络语言中一般指卡扎菲，暗指卡扎菲政权在乌坦战争中支持乌干达阿明政权。 | 林强        |
| 古巴                                                                    | 鳄鱼                                                                                   | 源自地形。 |             |
| 秘魯                                                                    | 南美猴子（拿酱油）                                                                     | 仅出现在佩雷斯·德奎利亚尔被选为联合国秘书长时。 |             |
| 南斯拉夫                                                                | 大白鹅                                                                                 | 鹅是南斯拉夫的代表动物。 |             |
| 科索沃                                                                  | 小白鹅                                                                                 | 鹅是南斯拉夫的代表动物。科索沃解体自南联盟，故此用小白鹅代指 |             |
| 奥匈帝国                                                                | 鬍子貓                                                                                 | 漢斯是德意志族最常見的名字之一，猫与老虎同为猫科动物，用猫代指奧匈帝國表明其与用虎德国同源，同為德意志族。胡子代表奧匈帝國源自神圣罗马帝国 |             |
| 以色列                                                                  | 戴胜鸟（阿戴尔）                                                                       | 2008年，有15萬以色列人參加了「國鳥」評選投票，選出戴勝為以色列國鳥，而此結果由以色列總統希蒙·佩雷斯於2008年5月29日宣布。 |             |
| 土耳其                                                                  | 老鼠（毛斯）                                                                           | |             |
| 叙利亚（阿萨德家族政权）                                                | 骆驼（戴着牙科医生的反光镜）                                                           | 因为敘利亚现任总统巴沙尔·阿萨德在当政治家前是当眼科医生的，不过漫画里面就改用「牙医」来映射他。 |             |
| 拉丁美洲诸国                                                            | 犰狳                                                                                   | |             |
| 加拿大                                                                  | 河狸                                                                                   | |             |
| 仅在动画中出现的角色                                                    |                                                                                        | |             |
| 炎帝、黄帝                                                              | 蛇/龙                                                                                  | 表面意义指炎帝和皇帝，但由于作者的动漫形象也为蛇，所以有人认为实际上这是指作者。 |             |
| 古代中国人民                                                            | 兔子                                                                                   | 没有五角星标志和解放帽的兔子，在动漫第一季第一集出现。 |             |
| 大清 · （或 滿洲國）                                                    | 辫子                                                                                   | 形象类似秃子，但脑后有一条辫子（清朝男子的发型）。 | 笑谈        |
| 香港示威者                                                              | 蟑螂                                                                                   | 香港警察和亲中港人对在反對逃犯條例修訂草案運動示威者的蔑稱。大头目会有一张黄条贴在前腿上。 |             |
| 義大利                                                                  | 狼                                                                                     | 頭上戴着廚師帽，象徵意大利美食繁多。目前只在動畫第五季第七集片尾彩蛋登場。 |             |
| 西班牙                                                                  | 牛                                                                                     | 以牛代表西班牙是因為西班牙鬥牛舉世知名。臉上有刀疤，毛髮為棕紅色。目前只在動畫第五季第七集片尾彩蛋登場。 |             |
| 其他形象                                                                |                                                                                        | |             |
| 作者“逆光飞行”                                                          | 蛇（昵称麻蛇、条状物）                                                                 | | 郝祥海      |
| 作者的太太“黯花儿”                                                      | 田螺姑娘（昵称花女王）                                                                 | |             |
| 作者的老奶奶                                                            | 奶奶                                                                                   | |             |
| 导演“二树”                                                              | 大眼睛的绿树                                                                           | |             |
| 赞助商“苏宁”                                                            | 苏宁狮子                                                                               | 第四季 |             |
| 双更/四更/彩页福利                                                      | 画有四肢的“大家好我是XX”文字                                                           | | 邢凯新/瞳音 |

### 向知名动漫和游戏作品致敬的部分
作者在漫画中借鉴了不少知名ACG作品的内容和桥段，包括《机动战士高达》系列（例：某制造导弹的兔子在导弹上刷上红漆并安上一只角，让它的速度是原来的三倍快）、《逆转裁判》（例：描绘日内瓦会议中美谈判时兔子向白头鹰喊出“（我反对）”，白头鹰则以“（等一下）”回击）、《新世纪福音战士》（例：政治局常委的会议被描绘成SEELE的七元老开会场面）、《海贼王》（例：西沙海战中的三条杠猴子穿着片中海军上将的制服并打出海军的旗号）、《使命召唤》系列（例：特种白头鹰执行的某次任务被描绘成类似《使命召唤：现代战争2》里“No Russian”关卡的画面）、《坦克世界》（例：毛熊在第二季《珍宝岛之战》中提到“十级车（T-62A）”）、《英雄联盟》（例：围剿毛熊的兔子在草丛中打埋伏，进攻时高呼“徳玛西亚！”【其实毛熊埋伏兔子时说的是KUMA西亚】）、《怪物猎人系列》（中越大战中的“泼猴速死”）、《白色相簿》中的“白学现场”等。

### 作品中的其他用语
- 种花家：指中国。
- 开片：指两国开战。
- 花生米：指子彈。
- 板砖：指军事力量，在打斗场面中泛指各种武器。
- 蘑菇：指原子弹，源于其代表性的蘑菇云。
- 大蘑菇：指氢弹。
- 二踢脚：指导弹，有时特指洲际弹道导弹（ICBM）。
- 姬：与國語中的“机”字同音，指飞机，漫画中不同型号的飞机被表现为不同的萌化形象，并以如“27姬”（指Su-27）“J8姬”（指歼八）等称呼。
- 好船：指海军舰船，neta自日本动画《School Days》的相关事件。
- 大国梦：语出“每个兔子都有一个大国梦”，意指兔子们有统一祖国、振兴中华的梦想。
- 星辰大海：语出《银河英雄传说》。现在，“我们的征途是星辰大海”常被用来表达兔子们实现大国梦的雄心壮志。在《那年那兔那些事兒》发表后，2012年中国大陆网友花千芳以《我们的征途是星辰大海》为名的小说在网上发布，题材与《那年那兔那些事兒》相关。[8]

管委会：指联合国大会，在第二季第七集《花式弃权》中作为场景

### 网民粉丝延伸用语
相关条目：
- 我兔腹黑：被用来解释兔子在内政、外交方面遇到的问题和挫折，即这些问题和挫折的实质全部都是兔子一种苦肉计，是“一盘大棋”的一部分。
- 一盘大棋：是“兔子在下一盘非常大的棋”的缩写，常用来解释兔子与他国的政治博弈，语意与“我兔腹黑”类似。
- 喧哗上等：玄华上等的谐音，即华约。
- 基乐往生：极乐往生的谐音，即北约。

## 主要涉及历史事件
- 第一次国共内战
- 抗日战争
  - 百团大战
- 第二次国共内战
- 冷战
- 兩彈一星
- 中印战争
- 印巴战争
- 越南战争
- 日内瓦会议
- 西沙海战
- 中華人民共和國援非
- 烏坦戰爭
- 九三〇事件
- 中法军售
- 珍宝岛事件
- 文化大革命
- 中美建交
- 联合国大会2758号决议
- 中日建交
- 1979年中越战争
- 1979年阿富汗戰爭
- 伊朗伊斯蘭革命
- 两伊战争
- 中美军售
- 中国1970年赴美访问团
- 中苏交恶
- 苏联解体
- 中俄军售
- 海湾战争
- 改革开放
- 台海危机
- 银河号事件
- 1998年中國水災
- 科索沃战争
- 五八事件
- 中美撞机事件
- 中沙军售
- 911事件
- 2001年阿富汗戰爭
- 陳水扁家庭密帳案
- 日本政府购买钓鱼岛事件
- 殲-10戰鬥機、99式坦克的開發經緯
- 辽宁号航母服役
- 歼-15舰载机首飞
- 中菲黄岩岛对峙
- 中以军售
- 韩国归还志愿军烈士遗体
- 朱日和军演
- 长征七号
- 乒乓外交
- 长征
- 南海仲裁案
- 叙利亚内战
- APA酒店放置右翼書籍事件
- 也門內戰撤僑行動
- 鎮南關之役
- 反修例運動

## 动画
2015年3月5日，《那年那兔那些事兒》动画版开始在网络上播放，基本每两周更新一集，每季均为12话。值得一提的是，动画播出后得到共青团中央与新华社官方微博的推荐。
第一季之后，为纪念抗日战争胜利七十周年，特制番外篇之江阴海战。
第二季正式开播前，有第0集，讲述主要角色美苏中三国国歌的由来。
第二季之后，番外篇之抗美援朝共5话，为电影《我的战争》作宣传。
2017年鸡年春节，番外篇之贺新春共2话，兔子和鹰酱合作相声拜年。
2020年10月31日，小安工作室联合厦门翼下之风动漫特别推出《那年那兔那些事儿－－香港特别篇》。
2021年9月7日，四川省卫生健康宣教中心联合厦门翼下之风动漫特别推出《那年那兔那些事儿－－抗疫的故事》，既是致敬在疫情防控中作出奉献的每一个人，也是再次向大家呼吁：积极接种疫苗，守住来之不易的抗疫成果！
2021年9月30日，人民日报联合厦门翼下之风动漫特别推出《那年那兔那些事儿－－我的父辈》，为电影《我和我的父辈》作宣传。
第一季片尾曲是GALA乐队的《追梦赤子心》；第二季及抗美援朝番外篇第1话，片尾曲是南征北战NZBZ乐队的《骄傲的少年》；抗美援朝第2至第5话，及第三季片尾曲是许科的《飞－－致我们的星辰大海》；第四季片尾曲是午年_5ive的《留给明天的答卷》；第五季，第五集片尾曲是《骄傲的少年》，第九集是《飞－－致我们的星辰大海》，第十、十一集是韩青青的《请你回答》（致王伟），其余集数片尾曲均采用顽乐团的《耀世微光》；第六季片尾曲是夏雨的《前进！无名者之歌》。

## 所获奖项
曾在2013年连续五月获得新浪微漫画激励计划一等奖，并获得第二届微漫画大赛一等奖。

## 作者相关言论
据报道，在2013年国家互联网信息办公室和四川省委宣传部“全国名博四川采风行”中，漫画作者林超曾表示中国大陆的舆论宣传还是不够通俗易懂，呼吁政府应该着重培青年人的家国情怀。

## 逸事
作者林超曾透露在《朝鲜战争》一集上线时，遇到很大阻力（因视频网站不知道当局对朝鲜战争的底线）；而播出后，亦有人向文化局实名举报，理由是破坏中韩关系。之后随着中国人民解放军陆军政治工作部文工团电视艺术中心的加入，这些困难也迎刃而解，最后也被陆军的人员催更。